# Susan Athey

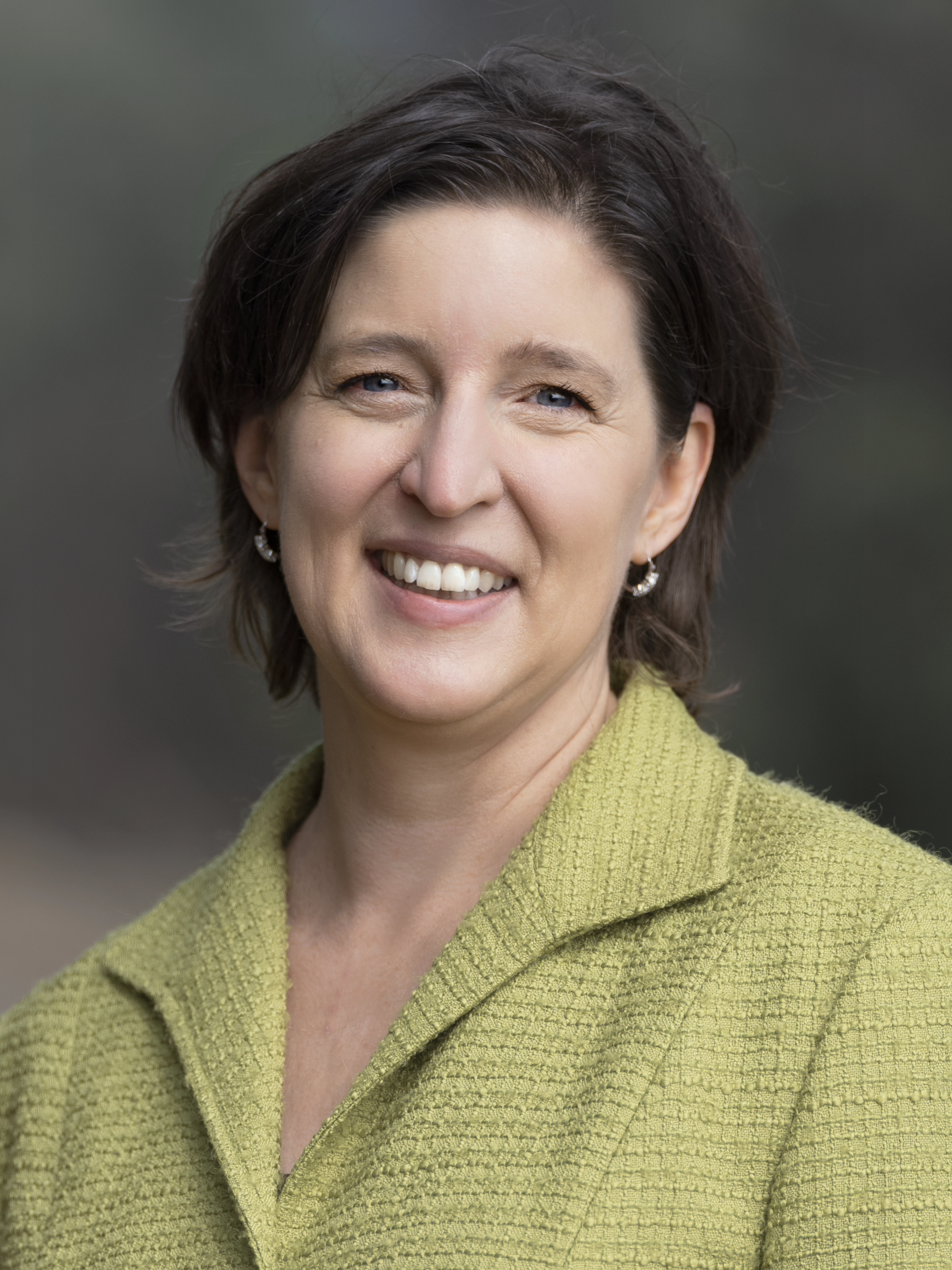
Susan Athey, 2020

Susan Carleton Athey (* 29. November 1970 in Boston) ist eine US-amerikanische Wirtschaftswissenschaftlerin und Professorin an der Stanford University.
Schwerpunkte ihrer Forschung sind Marktdesign, Auktionstheorie, statistische Analyse von Auktionen, theoretische und empirische Untersuchungen der Internet-Suche, Online-Werbung und Nachrichtenmedien.

## Leben
1991 schloss Athey ihr Studium an der Duke University in Durham mit einem Bachelor in Wirtschaftswissenschaften, Mathematik und Informatik ab. 1995 erwarb sie bei Paul Robert Milgrom und D. John Roberts an der Stanford University in Stanford mit der Arbeit Comparative Statics in Stochastic Problems with Applications einen Ph.D.
Eine erste Juniorprofessur („Assistant Professor“ 1995, „Associate Professor“ 1997) hatte sie am Massachusetts Institute of Technology in Cambridge. 2001 übernahm sie eine Professur („Associate Professor“) an der Stanford University in Stanford. Von 2006 bis 2012 war sie Professorin für Wirtschaftswissenschaften an der Harvard University. Seit 2013 hat sie wieder eine Professur an der Stanford University inne.
Im Jahr 2002 heiratete sie den Ökonomen Guido Imbens. Sie haben gemeinsam drei Kinder.

## Auszeichnungen (Auswahl)
- 2007 John Bates Clark Medal
- 2008 Mitglied der American Academy of Arts and Sciences[5]
- 2009 Ehrendoktorat der Duke University
- 2012 Mitglied der National Academy of Sciences
- 2016 Korrespondierendes Mitglied der British Academy[6]
- 2020 Adam-Smith-Preis